# Obora (kraj ustecki)
Obora – miejscowość i gmina (obec) w Czechach, w kraju usteckim, w powiecie Louny. W 2022 roku liczyła 438 mieszkańców.